# Castelo Branco
Castelo Branco (kɐʃˈtɛlu ˈbɾɐ̃ku) è un comune portoghese di 55 708 abitanti situato nel distretto di Castelo Branco.

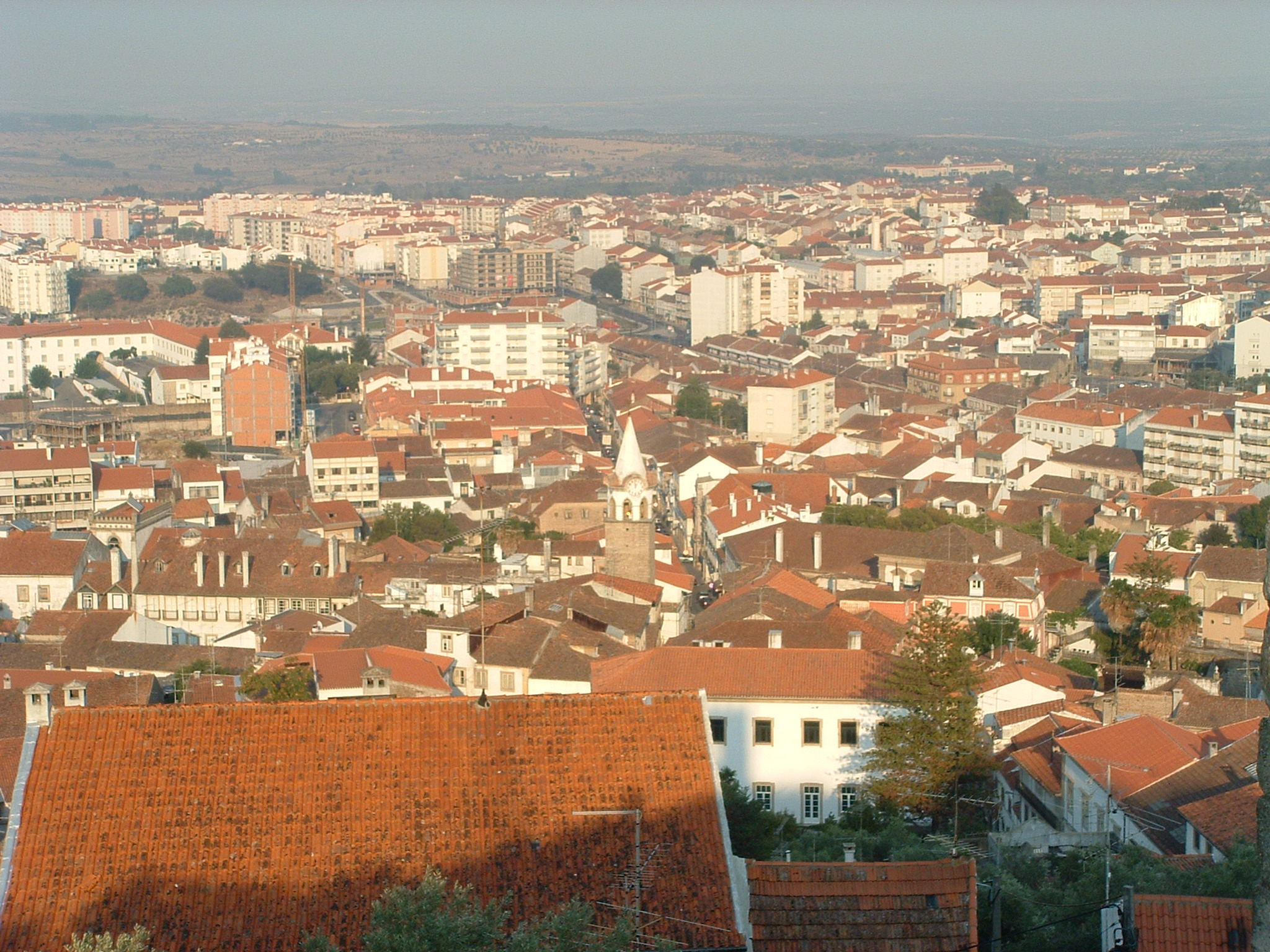
Castelo Branco vista dal castello

## Descrizione
Non lontano dal confine con la Spagna, è il principale centro amministrativo e commerciale della Beira Baixa, regione di aridi campi. È con Portalegre, sede vescovile.
Ha un castello medioevale, più volte nel XVIII secolo ha dovuto difendersi dagli attacchi degli spagnoli, la città fu anche occupata dalle truppe francesi nell'epoca napoleonica. 
La città vecchia è costituita da nobili palazzetti e dalla Sé, cattedrale già chiesa di un convento, ricostruita nel XVII secolo, la cui facciata è limitata da due torri campanarie. 
Il Museu Regional Tavera Proença sistemato nel settecentesco palazzo episcopale ospita collezioni archeologiche preistoriche e romane, dipinti di pittori primitivi portoghesi, arazzi fiamminghi e una collezione di colchas, coperte ricamate di influenza orientale; nello stesso palazzo c'è una scuola professionale che prepara gli artigiani a continuare questa produzione tipica tradizionale. 
Notevoli i Jardim do Antigo Paço Episcopal, vasti giardini del Settecento su terrazze con statue, fontane, alberi rari, aiuole, siepi e con una scalinata centrale ornata dalle statue dei re compresi quelli spagnoli del periodo dell'occupazione rappresentati in modo grottesco e da statue degli apostoli e degli evangelisti. Il Miradouro de Sâo Gens è la parte più alta della città con i resti di un castello dei templari del XII secolo e una cappella barocca dedicata a Santa Maria do Castelo.